# 恋愛と贅沢と資本主義
『恋愛と贅沢と資本主義』（れんあいとぜいたくとしほんしゅぎ、ドイツ語: Liebe, Luxus und Kapitalismus）は、ヴェルナー・ゾンバルトが著した論文である。1912年にドイツで刊行。日本では1987年、金森誠也が翻訳、論創社から刊行された。現在は講談社学術文庫に収録されている。

## 概要
同時代に書かれた、マックス・ヴェーバーの「プロテスタンティズムの倫理と資本主義の精神」が、経済発展の要因をプロテスタント的な禁欲と、それによる貯蓄という、倫理にもとめているのに対して、この著書では恋愛、特に姦通や売春などとそれに関連する奢侈、贅沢に求めており好対照をなしている。
例えば、宮廷で行われるパーティーとそこで繰り広げられる恋愛、その為に用意されるドレスや豪華な贈り物といった、あらゆる贅沢品は海外の植民地で生産されており、それを取り扱う商人が新たなブルジョアジーとして台頭し、やがて金銭により官位を得ることにより新貴族となる。それが大都市を形成し資本主義の発展につながるということである。
中世にも奢侈はあったが、近代における奢侈は屋内的、即物的で消費的要素が強い。本書では特に女性の消費行動に注目し、衣服や装飾品に限らず、住居や食事なども分析の対象としている。
本書は「プロテスタンティズムの倫理と資本主義の精神」と対をなしながらも、両書とも経済発展を文化的・社会的側面から考察しており、経済学や社会学の研究者から文献としてよく取り上げられている。